# Biljana Majstorović
Biljana Majstorović, née le 31 décembre 1959 à Belgrade, est une ancienne basketteuse qui a concouru pour la Yougoslavie aux Jeux olympiques d'été de 1980 et aux Jeux olympiques d'été de 1984. 